# Aegerten
Aegerten je obec v kantonu Bern, v okrese Biel/Bienne. Žije zde přibližně 2 200 obyvatel.

## Geografie
Aegerten se nachází v Bernské jezerní oblasti (Berner Seeland), poblíž Bielského jezera. Obec je součástí aglomerace města Biel a leží mezi řekou Aarou (kanál Nidau-Büren) a horou Jensberg.
Sousední obce od severu po směru hodinových ručiček jsou Brügg (na druhém břehu řeky Aary), Schwadernau, Studen, Jens a Port. Zástavba Aegertenu se postupně spojila se zástavbou obcí Studen a Schwadernau.

## Historie

Brügg (vlevo) a Aegerten (vpravo dole), letecký pohled z roku 1949

První zmínka pochází z roku 1225 pod názvem villa Egerdon. V pozdně římské době ležel Aegerten na důležité trase z Aventica (dnešní Avenches) přes Petinescu (dnes Studen) a průsmyk Pierre-Pertuis do Basileje, respektive Augusta Raurica (dnešní Kaiseraugst). Naproti Brüggu bylo předmostí na přechodu přes řeku Zihl (zbytky základů z roku 368 pod kostelem v Bürglenu a z roku 369 na tehdejším protějším břehu v lokalitě Isel).
V roce 1388 připadl Aegerten Bernu, který jej v roce 1393 podřídil novému správnímu obvodu Nidau. V rámci správního obvodu patřil Aegerten k takzvané Brüggské čtvrti.
Z církevního hlediska patří Aegerten ke staré farnosti Bürglen. Evangelicko-reformovaný kostel Bürglen (původně kostel Panny Marie) v Aegertenu byl postaven na pozůstatcích pozdně antických staveb. V roce 1216 je zmíněn kaplan. Hrabata z Neuchâtelu-Nidau měli od biskupa z Lausanne léno s patronátním právem. V roce 1255 daroval hrabě Rudolf I. z Neuchâtelu-Nidau patronátní právo klášteru Gottstatt, který sám založil. Klášter byl v pozdním středověku největším vlastníkem půdy v Aegertenu. Velká farnost Bürglen zahrnovala (a zahrnuje dosud) rozsáhlé území kolem Jensbergu a na řece Zihl s vesnicemi Aegerten, Brügg, Jens, Merzligen, Schwadernau, Studen a Worben. V 16. století patřio k farnosti také Port. Kostel Panny Marie v Bürglenu byl také mateřským kostelem městského kostela sv. Erharda v Nidau.
V souvislosti s rychlým rozvojem města Biel došlo od poloviny 20. století také v Aegertenu k silnému nárůstu počtu obyvatel.

## Obyvatelstvo
| Rok            | 1850 | 1900 | 1950 | 1960 | 2000 |
| Počet obyvatel | 346  | 577  | 716  | 1009 | 1663 |

Aegerten je z 90,92 % německy mluvící obcí. 4,21 % obyvatel hovoří francouzsky.

## Doprava
Aegerten je obsluhován dvěma autobusovými linkami dopravního podniku Verkehrsbetriebe Biel (VB) a Aare Seeland mobil AG (asm). Linky spojují Aegerten s městem Biel a dalšími obcemi v oblasti Seeland. Aegerten leží na železniční trati Biel–Bern, ale nemá vlastní zastávku. Nejbližší nádraží se nacházejí v sousedních obcích Brügg a Studen. 